# ハロルド・M・イッキーズ
ハロルド・マッキーウェン・イッキーズ（Harold McEwen Ickes、[ˈɪkiːz]、1939年9月4日 - ）は、アメリカ合衆国の弁護士、ビル・クリントン政権の大統領次席補佐官。
彼は、フランクリン・D・ルーズベルト政権で内務長官を務めたハロルド・L・イケスの息子である。

## 経歴
イッキーズは、1964年にスタンフォード大学を卒業し（AB：経済学）、次いでコロンビア・ロー・スクールを修了した。1960年代には、学生活動家として公民権運動に関わり、1964年にはミシシッピ州、1965年にはルイジアナ州で活動し、「自由の夏 (Freedom Summer)」にも参加した。その後は、長くニューヨークで、おもに労働法関係を手がける弁護士として活動していた。
イッキーズは、40年来の民主党の活動家であり、ユージーン・マッカーシー、バーチ・バイ、モリス・ユーダル、テッド・ケネディ、ジェシー・ジャクソンの大統領選挙活動に関わった。1989年には、上級顧問としてデイヴィッド・ディンキンズのニューヨーク市長当選を後押しした。
イッキーズは、イッキーズ・アンド・エンライト・グループ (The Ickes and Enright Group) の会長として登録ロビイストとなっている。
イッキーズは、ホワイトハウス入りする前、法律事務所 Meyer, Suozzi, English & Klein の会長を14年間務めていたが、1998年にこの事務所に復帰し、2018年現在も名誉会長として Meyer Suozzi の所属弁護士のひとりとなっている。
イッキーズは2005年から、進歩派の立場からのデータ収集とデータ・ファイリングをおこなう組織として「カタリスト (Catalist)」（当初の名称は Data Warehouse）を立ち上げた。（2007年の時点では）イッキーズはカタリストの社長であった。
2009年11月、イッキーズは、ニューヨーク州知事デビッド・パターソンの選挙陣営に上級顧問として加わった。
マーティンデール・ハベルは、イッキーズに弁護士の中でも最上位級の専門的優秀性をもつとされる「AV Preeminent」の評価を与えている。2008年2月にヒラリー・クリントンが民主党の大統領候補指名争いに加わった際には、イッキーズは政策面の戦略を担当し、『ニューヨーク・タイムズ』紙の特集記事に取り上げられ、彼の選挙運動へのアプローチや、彼独特の「生意気 (sassy)」で「食えない (dyspeptic)」態度が詳しく取り上げられた。

### クリントン政権
イッキーズは1992年に、ニューヨーク州におけるビル・クリントンの大統領選挙運動を取り仕切り、ジェニファー・フラワーズとのスキャンダルをめぐる問題にもかかわらず、この州の民主党員たちをクリントン支持でまとめることに成功した。
クリントン政権において、イッキーズは大統領首席補佐官レオン・パネッタの下で、大統領次席補佐官となった。『ニューヨーク・タイムス』紙が1997年に掲載した長大なイッキーズのプロフィールによると、マイケル・ルイスはイッキーズに「the Garbage Man」（「ごみ収集作業員」の意）とあだ名を付け、「イッキーズは、クリントンのスキャンダルや危機に数多く対処してきたので、自身のホワイトハウスにおける役割を「衛生局長 (director of the sanitation department) と自ら称していたと述べたという。1996年にクリントンが再選された後、大統領首席補佐官に任命されたアースキン・ボウルズは、部下を自分で選ぶことを望み、イッキーズは次席補佐官から外された。一説には、共和党の上院議員フレッド・トンプソンが上院国土安全保障・政府問題委員会で、クリントンの選挙運動における資金の流れを徹底的に調査したことが背景にあったともいう。
2000年にヒラリー・クリントンが上院議員選挙に立候補した際には彼女の上級顧問となった。その後は、527団体であるメディア・ファンドの代表となっている。2004年の選挙後には、民主党全国委員会 (DNC) の委員長の座を巡って、ハワード・ディーンの対抗馬とも目された。
2008年の大統領選挙ではヒラリー・クリントンの政策参謀として関わったが、指名獲得はならなかった。報道によれば、選挙運動の戦略を担っていたマーク・ペンとの関係がギクシャクしていたとも言われている。両者の辛辣な関係は、クリントン政権時代から続いたものであった。

## 大衆文化の中で
小説『プライマリー☆カラーズ 小説大統領選 (Primary Colors)』（後に『パーフェクト・カップル』として映画化）の登場人物ハワード・ファーガソン (Howard Ferguson) は、イッキーズをモデルとしている。